# Plebejus uhryki
Plebejus uhryki är en fjärilsart som beskrevs av Hans Rebel 1911. Plebejus uhryki ingår i släktet Plebejus och familjen juvelvingar. Inga underarter finns listade i Catalogue of Life.